# پلیس کودکستان
پلیس کودکستان (به انگلیسی: Kindergarten Cop) یک فیلم کمدی اکشن آمریکایی محصول ۱۹۹۰ به کارگردانی ایوان ریتمن و توزیع شده توسط یونیورسال پیکچرز است. آرنولد شوارتزنگر در نقش جان کیمبل، یک کارآگاه سرسخت پلیس که به عنوان معلم مهدکودک مخفیانه کار می‌کند تا همسر و فرزند فروشنده مواد مخدر کالن کریسپ (ریچارد تایسون) را که تحت هویت‌های فرضی زندگی می‌کنند، پیدا کند. آهنگ اصلی موسیقی توسط رندی ادلمن ساخته شده‌است. یک دنباله ویدیویی بنام پلیس کودکستان ۲، در سال ۲۰۱۶ با بازی دولف لاندگرن منتشر شد.
این فیلم در ۲۱ دسامبر ۱۹۹۰ در ایالات متحده اکران شد و ۲۰۲ میلیون دلار در سراسر جهان فروخت. استقبال منتقدان متفاوت بود، اگرچه شوارتزنگر برای گسترش در فیلم‌های کمدی پس از کارهای اولیه‌اش در تولیدات اکشن-ماجراجویی، نمرات بالایی کسب کرد.

## داستان
«کالن کریسپ» (تایسن)، فروشندهٔ مواد مخدر لس آنجلسی که ادعا می‌کند همسرش همراه پسرشان و سه میلیون دلار پول گریخته، در زندان باخبر می‌شود که همسرش در آستوریا دیده شده‌است. در همین حال، «کارآگاه جان کیمبل» (شوارتزنگر) را همراه با «فیبی اوهارا» (رید)، که قبلاً معلم بوده، به آستوریا می‌فرستند تا مخفیانه در کودکستانی که بچهٔ «کالن» در آن جاست، مشغول به کار شوند تا شاید از این طریق به نشانی همسر او دست یابند.

## بازیگران
- آرنولد شوارتزنگر
- پنلوپه آن میلر
- پاملا رید
- لیندا هانت
- ریچارد تایسون
- کارول بیکر
- کریستین اند جوسف کوسیانس
- اندرو دیمارکو
- کتی موریارتی
- بن دیسکین
- میکو هاجس
- سارا رز کار
- ریچارد پورتنو
- تاک کورلاندر
- الیکس کورومزای
- امیلی ابی
- اودت انابل
- آنجلا باست
- هایدی سوئدبرگ

## بازخوردها
- در راتن تومیتوز، این فیلم بر اساس ۳۹ نقد، امتیاز ۵۴٪ و میانگین امتیاز ۵٫۶ از ۱۰ را به خود اختصاص داده‌است. اجماع سایت چنین می‌گوید: «آرنولد شوارتزنگر فیلم اکشن خود را با زمان‌بندی کمدی ماهرانه جایگزین می‌کند، اما پلیس مهدکودک برای بچه‌ها بسیار ترسناک و برای بزرگسالان بیش از حد کسل کننده است».[۶]
- در متاکریتیک، بر اساس ۱۵ منتقد، امتیاز ۶۱ از ۱۰۰ را دارد که نشان‌دهنده «بررسی‌های عموماً مطلوب» است.[۷]
- تماشاگران مورد نظر سینماسکور به آن نمره متوسط "A-" در مقیاس A+ تا F دادند.[۸]